# Dulce María Silva Hernández
Dulce María Silva Hernández (15 de enero de 1980) es una empresaria y política mexicana, miembro del partido Movimiento Regeneración Nacional (Morena). Fue diputada federal para el periodo de 2021 a 2024.

## Biografía
Tiene estudios de educación media superior. Se ha desempeñado profesionalmente en las empresas de su familia, dedicada al ramo de los alimentos procesados. En el desempeño de esta actividad en 2016 se enfrentó con el gobierno de Puebla que entonces encabezaba Rafael Moreno Valle por la posesión de un terreno comercial, y que la llevó a permanecer en prisión entre marzo de 2016 y mayo de 2017 acusada del delito de operación con recursos de procedencia ilícita. Ella siempre señaló que dichas acusaciones y encarcelamiento eran a consecuencia de haberse negado a ceder dicho terreno, en el cual acusaba tendría intereses económicos Moreno Valle.
El 29 de septiembre de 2018 contrajo matrimonio con César Yáñez Centeno Cabrera, considerado como uno de los colaboradores mas cercanos del entonces presidente electo Andrés Manuel López Obrador a lo largo de sus campañas electorales y en ese momento anunciado como coordinador de Política y Gobierno de su gobierno por iniciarse. La boda, celebrada en la ciudad de Puebla de Zaragoza, y cuya ceremonia religiosa se llevó a cabo en la Capilla del Rosario, la fiesta en el Centro de Convenciones de la Ciudad y que apareció publicada en la conocida revista de espectáculos y sociales ¡Hola!, recibió importantes críticas por parte de sectores de la sociedad mexicana, al considerla un excesivo dispendio y lujo, y sobre todo, muy alejada de los principios de moderación y austeridad que defendía para su gobierno Andrés Manuel López Obrador —que asistió a la ceremonia—. Tras lo cual, César Yáñez, aunque conservó el nombramiento anunciado, dejó de ser considerado como un personaje cercano o influyente en el primer entorno del mandatario.
En 2020 Dulce María Silva fue considerada como aspirante de Morena a la gubernatura de Tlaxcala, sin embargo la encuesta interna de preferencias electorales favoreció  a Lorena Cuéllar Cisneros.
Posterior a ello, fue postulada en 2021 como candidata a diputada federal por la vía plurinominal. Resultando elegida para la LXV Legislatura que concluyó en 2024, y en la que ocupó los cargos de secretaria de la comisión de Derechos de la Niñez y Adolescencia; e integrante de las comisiones de Ciencia, Tecnología e Innovación; de Turismo; y, de Reforma Político-Electoral.